# عقرب الأول
عقرب الأول كان حاكماً لصعيد مصر خلال حضارة نقادة الثالثة وفي عصر ما قبل الأسرات نحو 3250 سنة قبل الميلاد. قد يشير اسمه إلى إلهة العقرب سرقت، على الرغم من أن الأدلة تشير إلى ارتفاع شعبية سرقت في المملكة القديمة، مما يثير الشكوك حول ما إذا كان العقرب قد أخذ اسمه بالفعل منها. كان من أوائل حكام مصر القديمة.

## حكمه
حكم عقرب الأول مناطق أبيدوس ونقادة وهيراكونبوليس والفنتين في الجنوب
واكتفى بحكم بصعيد مصر. وكانت التعاملات التجارية في ذلك العهد نشطة، وتمر الطرق التجارية إلى العاصمة «رتينو» عبر بوتو ومدينة منشية أبي عمر الحالية. كما كان التبادل التجاري مع النوبة من الفنتين جنوبا.
ويعتقد أن العقرب عاش في ثينيس قرنين قبل حكم العقرب الثاني المعروف من نيخين ويفترض أن يكون أول ملك حقيقي لمصر العليا. وجدت مقبرته الملكية في أبيدوس حيث دفن ملوك ما قبل الاسرات. كان هذا القبر نهب في العصور القديمة، ولكن وجد العديد من لويحات العاج الصغيرة، ولكل منها ثقب لربطها إلى شيء، ولكل منها ملحوظ واحد أو أكثر من نوع الهيروغليف من الصور المخدوشة التي يعتقد أنها أسماء لمدن، ويبدو أن اثنين من هذه اللويحات يسمان مدينتي باسط وبوتو، مما يدل على أن جيوش الملك عقرب الأول قد اخترقت دلتا النيل. قد يكون فتوحات العقرب بدأت في النظام الهيروغليفي المصري من خلال البدء في الحاجة للحفاظ على السجلات في الكتابة.
في الآونة الأخيرة تم اكتشاف غرفته البالغة من العمر 5000 عامٱ في مسح طريق صحراء طيبة الذي يحمل أيضا رموز العقرب ويصور انتصاره على حاكم آخر بروتدناستيك (ربما ملك نقادة). الملك المهزوم ومكان اسمه في غرفته كان «رأس الثور».

## مقبرته
عثر الباحثان الألمانيان «فيرنر كايسر» و «جونتر دراير» من المعهد الألماني للآثار في عام 1988 على جزء من مقبرة عقرب الأول في أبيدوس في منطقة مقابر أم الجعاب. المقبرة من عصر ما قبل الاسرات من عهد نقادة 3 ويرمز للمقبرة بالرمز (U-j).
تتكون المقبرة من 12 حجرة وكانت ساحتها كبيرة 8 متر في 10 متر. حجرة الدفن 2,9 × 4,7 m ويقع شرقا منها 9 غرف مخازن، كانت موزعة في ثلاثة صفوف كل مناها 3 غرف. ويبدو أن في عهد الملك عقرب الأول كان احتياج لمكان أكبر مما أدى إلى توسيع المقبرة بإضافة غرفتين كبيرتين للتخزين. تلك المقبرة بهذا الحجم تعتبر أكبر مقابر ذلك العصر.
عثر في المقبرة على الأشياء التالية: أواني للغذاء، عصيان من سن الفيل، ونحو 160 لوحة صغيرة من سن الفيل، وصولجان الملك، و400 من الأواني كانت مملوءة بالنبيذ تبلغ كمية النبيذ التي كانت موجدة فيها نحو 4000 لتر واردة من ريتينو، كما عثر على بقايا منصة خشبية.
وجدت على القوارير كتابات هيروغليفية وهي تشكل أقدم رموز يمكن قراءتها في مصر. وبواسطتها أمكن معرفة اسم صاحب المقبرة، حيث كان على القوارير الكتابة«مزرعة (الملك) عقرب» ، ويبدو أنها كانت من ضيعة أسسها عقرب الأول وكان يمتلكها.
ومن المعروف ان قبر الملك هقرب الأول في دوائر علم الآثار لدليلها المحتمل على استهلاك النبيذ القديم. في البحث عن القبر، اكتشف علماء الآثار العشرات من الجرار السيراميك المستوردة التي تحتوي على بقايا صفراء متسقة مع النبيذ، يعود إلى حوالي 3150 قبل الميلاد. تم العثور على بقايا كيميائية من الأعشاب والراتنجات وغيرها من المواد الطبيعية في الجرار. كما تم العثور على بذور العنب والجلود والعجينة المجففة في المقبرة.
جاء بعده الملك صقر الأول.

## اقرأ أيضا
- قائمة الفراعنة
- أم الجعاب
- عصر ما قبل الأسرات

## وصلات خارجية
- Deutsches Archäologisches Institut – Abteilung Abydos

## كتب
- Deutsches Archäologisches Institut in Kairo: Grabungsberichte Umm el-Qaab – Nachuntersuchungen im Frühzeitlichen Königsfriedhof. 1979–1990.
- G. Dreyer in: E.C.N. Van Den Brink (Hrsg.) The Nile Delta in Transition: 4th.-3rd. Millennium B.C. 1992, S. 293–299.
- G. Dreyer: Umm el-Qaab. Nachuntersuchungen im frühzeitlichen Königsfriedhof. In: Mitteilung des Deutschen Archäologischen Instituts, Abteilung Kairo. (MDAIK) 49, Mainz 1993.
- Günter Dreyer: Umm El-Quaab. Band I: Das prädynastische Königsgrab U-j and seine frühen Schriftzeugnisse. von Zabern, Mainz 1998, ISBN 3-8053-2486-3.
- Günter Dreyer u.a.: Umm el-Qaab – Nachuntersuchungen im Frühzeitlichen Königsfriedhof 7./8. Vorbericht. In: MDAIK 52, Mainz 1996, ISBN 3-8053-1861-8.
- W. Kaiser: Zur Entstehung des gesamtägyptischen Staates. In: MDAIK 46. Mainz 1990, S. 287–299.
- Gabriele Höber-Kamel: Abydos – Religiöses Zentrum der Auferstehung. In: Kemet, Heft 2, Berlin 2000, S. 4–9. ISSN 0943-5972
- فلندرز بيتري، فرنسيس غريفيث  [لغات أخرى]‏: The royal tombs of the First Dynasty. 1900: Part 1. (= Memoir of the Egypt Exploration Fund. Bd. 18, ISSN 0307-5109). Offices of The Egypt Exploration Fund, London 1900, Digitalisat.
- Thomas Schneider: Lexikon der Pharaonen. Patmos, Düsseldorf/ Zürich 2002, ISBN 3-491-96053-3.